# آیسل تیمورزاده
آیسل تیمورزاده (به ترکی آذربایجانی: Aysel Məhəmməd qızı Teymurzadə) (زادۀ ۲۵ آوریل ۱۹۸۹) خوانندۀ آذربایجانی است. 

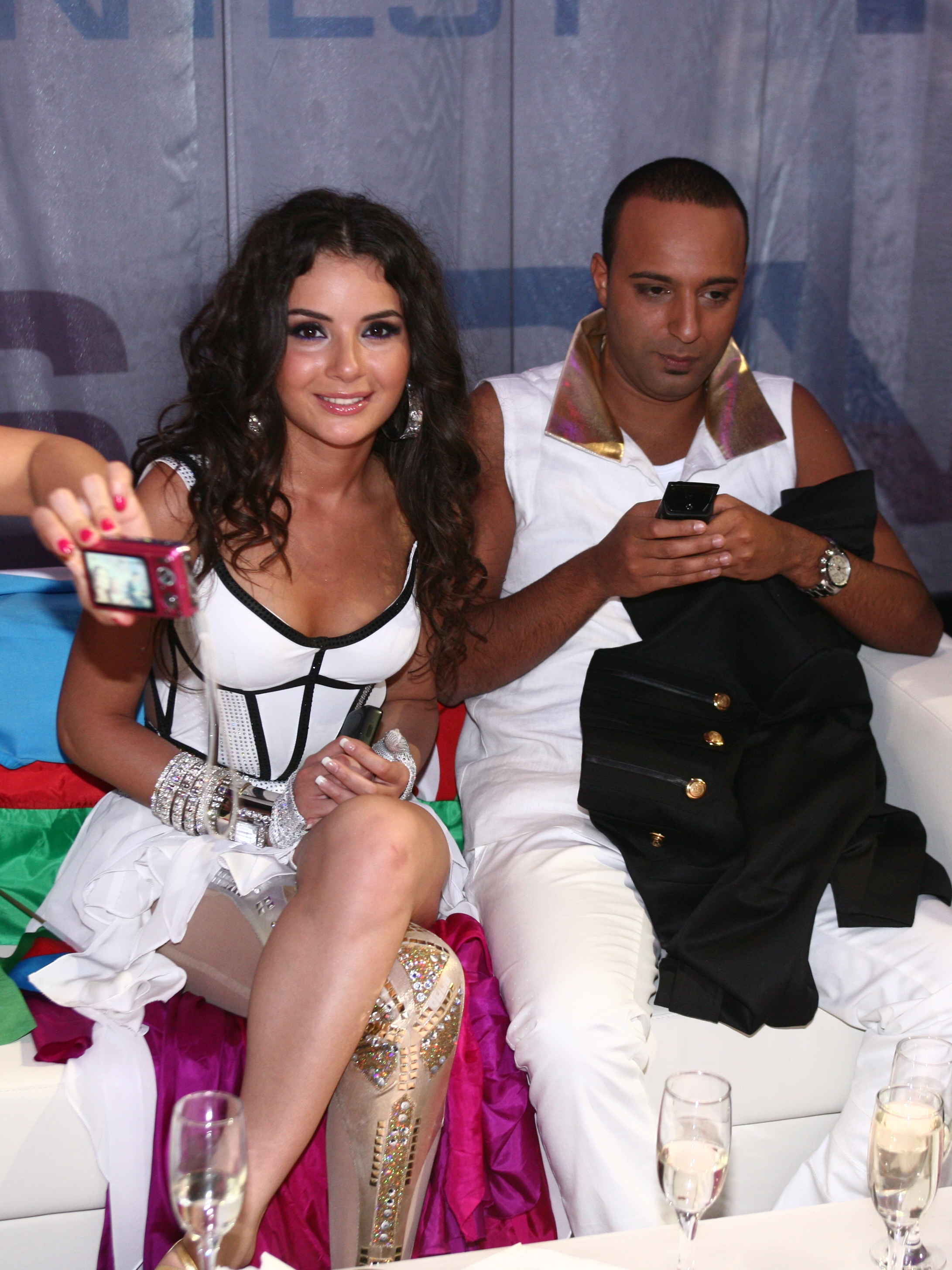
آیسل و آرش در جریان مسابقه یوروویژن

او در انتخابات داخلی آی تی‌وی به عنوان نمایندگی آذربایجان در مسابقه یوروویژن ۲۰۰۹ انتخاب شد. در این مسابقه، آرش، خوانندۀ ایرانی-سوئدی نیز وی را همراهی کرد. آنها توانستند با دوبار اجرای آهنگ ″همیشه″ (Always) و کسب ۲۰۷ امتیاز مقام سوم را کسب کنند.

## زندگی‌نامه
آیسل تیمورزاده در باکو، پایتخت جمهوری آذربایجان به دنیا آمد. او کوچکترین دختر از سه دختر یک روزنامه‌نگار و استاد دانشگاه است. او از نوادگان حسن بیگ زردابی نویسنده و روزنامه‌نگار آذربایجانی قرن نوزدهم است. مادربزرگ مادری او نیمه‌روسی و نیمه‌اوکراینی بود. آیسل از چهار سالگی شروع به خواندن کرد و از کودکی به پیانو علاقۀ زیادی پیدا کرد.

## آهنگ‌ها
| سال  | آهنگ                         | زبان    | توضیحات                             |
| ---- | ---------------------------- | ------- | ----------------------------------- |
| 2009 | "Always"                     | انگلیسی | شرکت در مسابقه یوروویژن با آرش لباف |
| 2010 | "Fallin'"                    | انگلیسی |                                     |
| 2010 | "Azerbaijan"                 | آذری    |                                     |
| 2010 | "Yanaram"                    | آذری    | ورژن آذری Fallin                    |
| 2010 | "Don't Let the Morning Come" | انگلیسی |                                     |
| 2010 | "San"                        | آذری    |                                     |
| 2011 | "Tonight"                    | انگلیسی |                                     |